# Placówka Straży Celnej „Chłapowo”

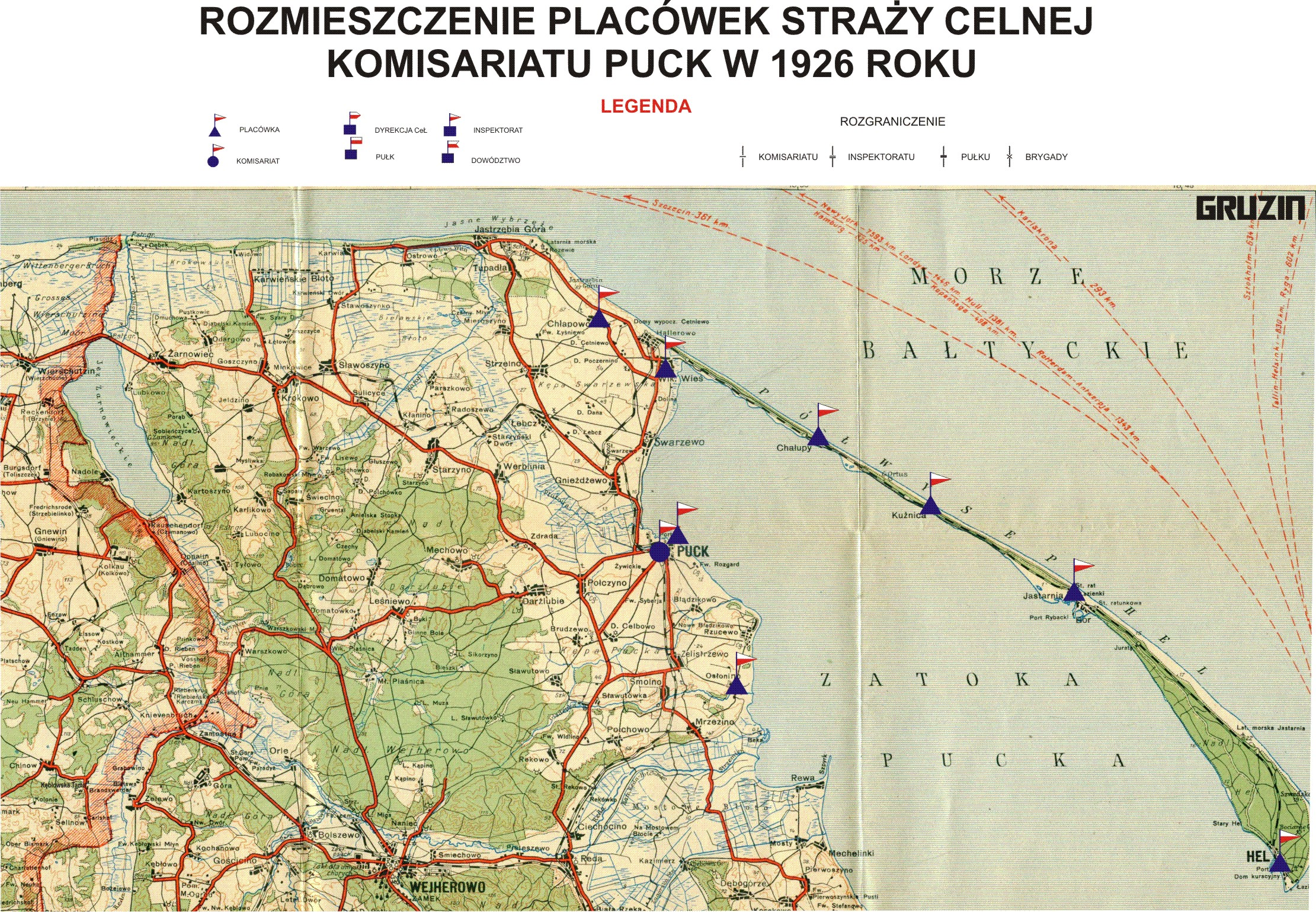
Komisariat „Puck”

Placówka Straży Celnej „Chłapowo” – jednostka organizacyjna Straży Celnej pełniąca w okresie międzywojennym służbę ochronną na granicy państwowej.

## Formowanie i zmiany organizacyjne
Na wniosek Ministerstwa Skarbu, uchwałą z 10 marca 1920 roku, powołano do życia Straż Celną. Jednostki Straży Celnej rozpoczęły przejmowanie odcinków granicy od pododdziałów Batalionów Celnych. W 1921 roku w Chłapowie stacjonował sztab 2 kompanii 19 batalionu celnego. 2 kompania celna wystawiła między innymi placówkę w Chłapowie. Proces tworzenia Straży Celnej trwał do końca 1922 roku. Placówka Straży Celnej „Chłapowo” weszła w podporządkowanie komisariatu Straży Celnej „Puck” z Inspektoratu SC „Wejherowo”.
W drugiej połowie 1927 roku przystąpiono do gruntownej reorganizacji Straży Celnej. W praktyce skutkowało to rozwiązaniem tej formacji granicznej. Ochronę północnej, zachodniej i południowej granicy państwa przejęła powołana z dniem 2 kwietnia 1928 roku Straż Graniczna. W strukturach nowo powstałej formacji nie odtworzono placówki „Chłapowo”.

## Służba graniczna
Sąsiednie placówki
- placówka Straży Celnej „Chałupy” ⇔ placówka Straży Celnej „Ostrów” – 1926[9]

## Funkcjonariusze placówki
Kierownicy placówki
| stopień          | imię i nazwisko, numer   | okres pełnienia służby | kolejne stanowisko |
| ---------------- | ------------------------ | ---------------------- | ------------------ |
| starszy strażnik | Władysław Górecki (3368) | był w 1926             |                    |

Obsada personalna placówki w 1926:
- starszy strażnik Władysław Górecki (3368)
- strażnik Bronisław Mikołajewski (2979)
- strażnik Leon Jankowski (623)